# Tucker Torpedo
Tucker Torpedo, также известный как Tucker 48 — американский полноразмерный автомобиль, выпускавшийся Tucker Corporation в 1948 году.
В 1946 году в Чикаго была зарегистрирована фирма «Tucker Corporation». Престон Томас Такер и Гарри Миллер построили прототип автомобиля — двухдверный с обтекаемым кузовом, большим задним стеклом из двух частей с «килем» посередине, с 6-цилиндровым оппозитным двигателем объёмом 9,6 литра обладавшим мощностью 150 л. с., с гидравлическим приводом клапанов, непосредственным впрыском топлива и герметичной системой охлаждения. В автомобиле использовалась 24-вольтная электросеть. Стоит отметить центральное расположение руля, дисковые тормоза и независимую подвеску.

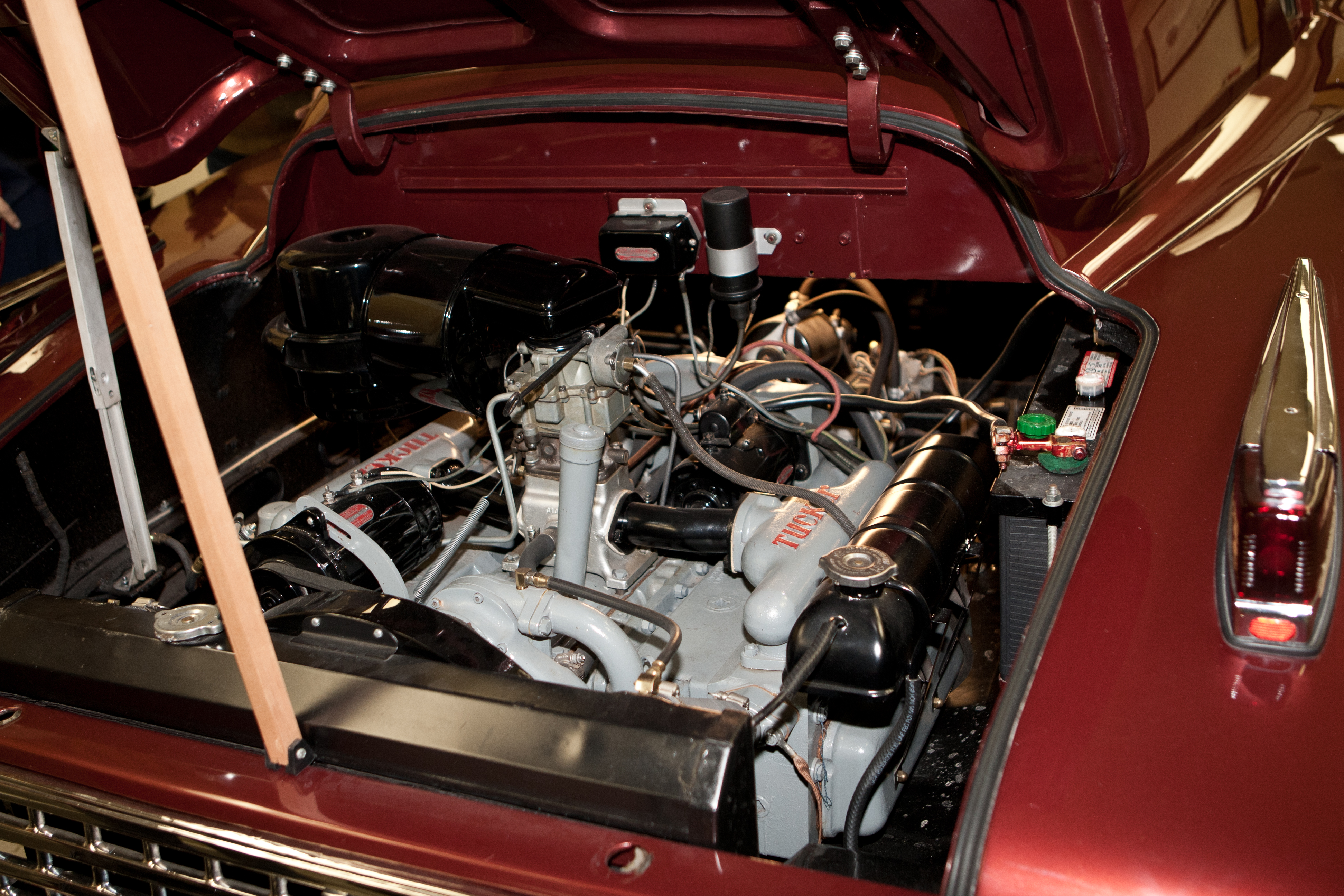
Двигатель Tucker Torpedo

Следующий по счёту прототип увеличился в размерах за счёт выросшей базы, прибавлении ещё 2 дверей. В машину установили вертолётный 5,5-литровый двигатель от Franklin мощностью в 166 лошадиных сил, а также 4-ступенчатую коробку передач с электромагнитным переключением. Систему непосредственного впрыска заменили двумя карбюраторами. Экземпляр мог развивать скорость до 200 км/час, тогда как за 10 секунд достигал скорости в 100 км/час.
После внесения в проект некоторых изменений «Tucker Torpedo» ушёл в производство, однако выпуск этой машины представлял опасность для «Большой детройтской тройки» как конкурент. Компания «Tucker Corporation» испытывала трудности с акционерами, проходила громкие судебные процессы. В 1956 году Престон Томас Такер скончался. К тому времени он участвовал в создании 51 автомобиля.